# Hvetbo Herred

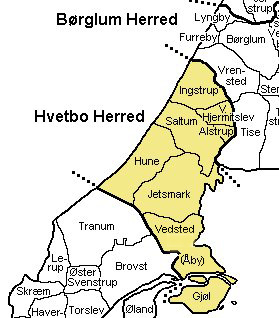
Hvetbo Herred

Hvetbo Herred was een herred in het voormalige Hjørring Amt in Denemarken. Het wordt in Kong Valdemars Jordbok vermeld als Hwet. In 1970 werd het gebied deel van de nieuwe provincie Noord-Jutland.

## Parochies
Hvetbo bestond oorspronkelijk uit zeven parochies. In 1793 werd het gebied uitgebreid met een deel van de parochie Aaby. Die parochie was deel van Kær Herred in Aalborg Amt. Het deel dat bij Hvetbo kwam werd de parochie Vedsted.
- Alstrup
- Gjøl
- Hune
- Ingstrup
- Jetsmark
- Saltum
- Vedsted
- Vester Hjermitslev